# 梶雅人
梶 雅人（かじ まさと、1981年6月4日 - ）は、日本の男性俳優、声優。神奈川県出身。以前はプロダクション・タンクに所属していた。好きなアニメはジョジョの奇妙な冒険である。趣味は温泉巡りである。

## 出演作品

### テレビアニメ
2011年
- 逆境無頼カイジ 破戒録篇（前田）
- HUNTER×HUNTER（第2作）（男B、アモリ）

2012年
- NARUTO -ナルト- 疾風伝（エンスイ、雪隠れの里の人々）

2013年
- 宇宙兄弟（トッティ）

### 吹き替え
2012年
- アンネの追憶
- ボディ・オブ・プルーフ2 死体の証言

2013年
- 華麗なるギャツビー（指揮者）
- 君と歩く世界
- 僕が星になるまえに（ビル）

2014年
- おさるのジョージ おばけ伝説の謎（デルガド）
- マイ・ブラザー 哀しみの銃弾（フランク〈ビリー・クラダップ〉）
- アガサ・クリスティー ミス・マープルグリーンショウ氏の阿房宮（アルフレッド・ポロック〈マーティン・コムストン〉）
- 名探偵ポワロ 死者のあやまち（マイケル・ウェイマン〈ジェームズ・アンダーソン〉）
- ヤング・ドクター（アレクサンドル、ピョートル）
- スーパーマン ディレクターズ・カット版（ゾッド将軍〈テレンス・スタンプ〉）※WOWOW版追加部分、寺島幹夫の代役。
- スーパーマンIII/電子の要塞（ブラッド〈ギャヴァン・オハーリー〉）WOWOW版追加部分、堀勝之祐の代役。

2015年
- デッドハング（ロバート）

### テレビ
- 宿命のフレーズ
- 奇跡体験!アンビリバボー
- 相棒

### ナレーション
- トヨタDuo

### 舞台
- レ・ミゼラブル（作：アラン・ブーブリル、クロード＝ミシェル・シェーンベルク / 演出：ジョン・ケアード、トレバー・ナン） - クラクスー 役
- ミス・サイゴン（作：アラン・ブーブリル、クロード＝ミッシェル・シェーンベルク / 演出：フェレッド・ハンソン） - ロバート・ハイトナー 役

- 私の青空!（作：北村想 / 演出：高木達） - 患者C 役
- 櫻ふぶき日本の心中（作：宮本研 / 演出：鈴木完一郎） - 半長靴 役
- 冬物語（作：シェイクスピア / 演出：井上享） - 牢番・クリオミニーズ 役
- 時の物置（作：永井愛 / 演出：高木達） - 久保知尚 役
- ゲゲゲのげ（作：渡辺えり子 / 演出：佐藤秀一） - 八雲山三 役
- 灰とダイヤモンド（作：高橋征男 / 演出：木村準） - 消防署長 役
- かくれんぼ（作：伊保三兎 / 演出：久世龍之介） - 三好 役
- ミュージカル八犬伝―東方八犬異聞―（2015年8月14日 - 23日、シアターサンモール） - 犬田文吾兵衛 役
- ミュージカル八犬伝―東方八犬異聞― 二章（2016年11月23日 - 27日、全労済ホール スペース・ゼロ）
- ミュージカル『しゃばけ』（2017年1月19日 - 28日、紀伊国屋サザンシアター） - 藤兵衛 役
- タイム･フライズ (2019年2月16日 - 19日、ミュージカル座｜IMAホール)  - 加藤隆史 役
- One on Oneオリジナルミュージカル
  - 最後のタマゴ最初のキオク（作・演出：浅井さやか） - ヤイロ 役
  - Fuunji-坂本龍馬 - 西郷隆盛 役
  - コエラカントゥス ~深海に眠る君の声~
  - Genius Writer ~本物と偽物・シェイクスピア~
  - Astronomer ~正しい嘘・ガリレオ・ガリレイ~
  - 左手を探しに
- 坊っちゃん劇場ミュージカル
  - よろこびのうた (2018年1月27日 - 12月16日、作/羽原大介 演出/錦織一清 音楽監督・作曲/岸田敏志)  - マイスナー 役
  - 瀬戸内工進曲 (2019年4月14日 - 2020年3月2日、作/羽原大介 演出/錦織一清 音楽監督・作曲/岸田敏志)  - 塩見 役
  - 鬼の鎮魂歌(レクイエム) (2020年6月7日 -2021年8月15日 作/羽原大介 演出/錦織一清 音楽監督・作曲/岸田敏志)  - ジョンミン 役
  - ジョンマイラブ-ジョン万次郎と鉄の7年-(2021年9月2日 - 作・演出/横内謙介 振付・ステージング/ラッキィ池田 音楽監督・作曲/深沢桂子)  - 団野源之進 役
  - KANO〜1931 甲子園まで2000キロ〜（2024年10月19日 - 20日、作/羽原大介　音楽監督・作詞・作曲/岸田敏志）[2]

### その他
- キャノンColor imageRUNNER special Site ADVANCED TOURS（WEBCM）
- スズライト劇場スズキものづくり博物館
- 2012年 朝日生命保険相互会社 CM ‐ 新郎役